# Saint-Julien-en-Beauchêne
Saint-Julien-en-Beauchêne là một xã của tỉnh Hautes-Alpes, thuộc vùng Provence-Alpes-Côte d'Azur, đông nam nước Pháp.